# Miroslav Hajný
Miroslav Hajný (3. ledna 1886 Beroun – ??) byl český fotbalista, obránce. 
Sloužil v rakousko-uherské a vznikající československé armádě. V říjnu 1918 se podílel na převzetí velení nad pražskými vojenskými posádkami, organizoval strážní službu a tvořil oddíly pro obsazování Slovenska.

## Fotbalová kariéra
Hrál za SK Smíchov a Slavii Praha. Mistr ČSF 1913, vítěz Poháru dobročinnosti 1912 a finalista 1913. S reprezentací vyhrál amatérské mistrovství Evropy organizace UIAFA v roce 1911.

## Služba v armádě
Absolvoval pražskou kadetní školu a roku 1905 byl zařazen ke 40. pěšímu pluku do Rzeszowa. Počátkem první světové války byl povolán do služby, ale označen za politicky nespolehlivého. V lednu 1918 byl superarbitrován a vstoupil do služeb Maffie. 22. srpna 1918 uzavřel sňatek v kostele sv. Ludmily na Vinohradech; v matrice byl zapsán jako „c. a k. setník p. pl. č. 40, superarb. bez přidělení“.
V říjnových dnech 1918 se podílel na převzetí vojenského velení, organizoval tvoření jednotek, evidenci důstojníků, soupis zbraní atd. Odzbrojil honvédy v újezdských kasárnách a jako posádkový velitel utvořil pro Prahu čtrnáct strážních setnin, jichž byl velitelem. Postavil dva samostatné pluky pro obsazení Slovenska. V březnu r. 1919 byl rovněž odvelen na Slovensko. Jeho další osudy nebyly při psaní článku známy.